# Statue équestre de Léopold Ier (Ostende)
 (octobre 2024).
Si vous disposez d'ouvrages ou d'articles de référence ou si vous connaissez des sites web de qualité traitant du thème abordé ici, merci de compléter l'article en donnant les références utiles à sa vérifiabilité et en les liant à la section « Notes et références ».
La statue équestre de Léopold Ier est une statue équestre en bronze commémorant le règne du premier roi des Belges Léopold Ier, elle est située à Ostende.

## Historique
La statue équestre est réalisée par Jacques de Lalaing à l'initiative de Paul de Smet de Naeyer alors ministre des Finances. Jacques de Lalaing répond positivement à la demande du ministre et se rend aussitôt à Ostende pour choisir le lieu qui accueillera le monument. Il opte pour le parc Léopold, mais après de nombreuses hésitations les autorités lui imposent un lieu. Il mène de front la réalisation de la statue équestre et la conception de deux bas-reliefs, Ostende et La Jeune Belgique (qui ne seront pas terminés pour l’inauguration en 1901). En juin 1902, le sculpteur achève Ostende et le deuxième bas-relief, La Jeune Belgique est terminée en été 1903. La statue est finalement inaugurée le 5 août 1901 en présence du roi Léopold II, de la princesse Clémentine et du prince Albert.

## Localisation
Ce monument est localisé sur la Leopoldplein à Ostende, dans la province de Flandre Occidentale en Belgique, près du Parc Léopold.

## Description de l'œuvre
La statue en bronze de Léopold Ier a volontairement un aspect dramatique, avec la tête du cheval légèrement incliné et le roi tourné vers l'avant. L'ensemble se tient sur un haut piédestal de marbre soutenu par quatre colonnes ioniques entre lesquelles des bas-reliefs en bronze aux allégories patriotiques sur les côtés nord-ouest et sud-est portent les inscriptions "OSTENDE À LEOPOLD Ier" et "Dans les années 1830". Le relief "OSTENDE À LEOPOLD I" montre la femme d'un pêcheur sur la rambarde d'un navire, elle symbolise la pêche. Le second relief représente la "Joyeuse Entrée de la Belgique dans le concert des Nations" figurée par une jeune femme chevauchant un cheval de trait brabançon mené par un jeune garçon; deux petits angelots voltigent, l’un portant une couronne, l’autre un manteau.

## Galerie

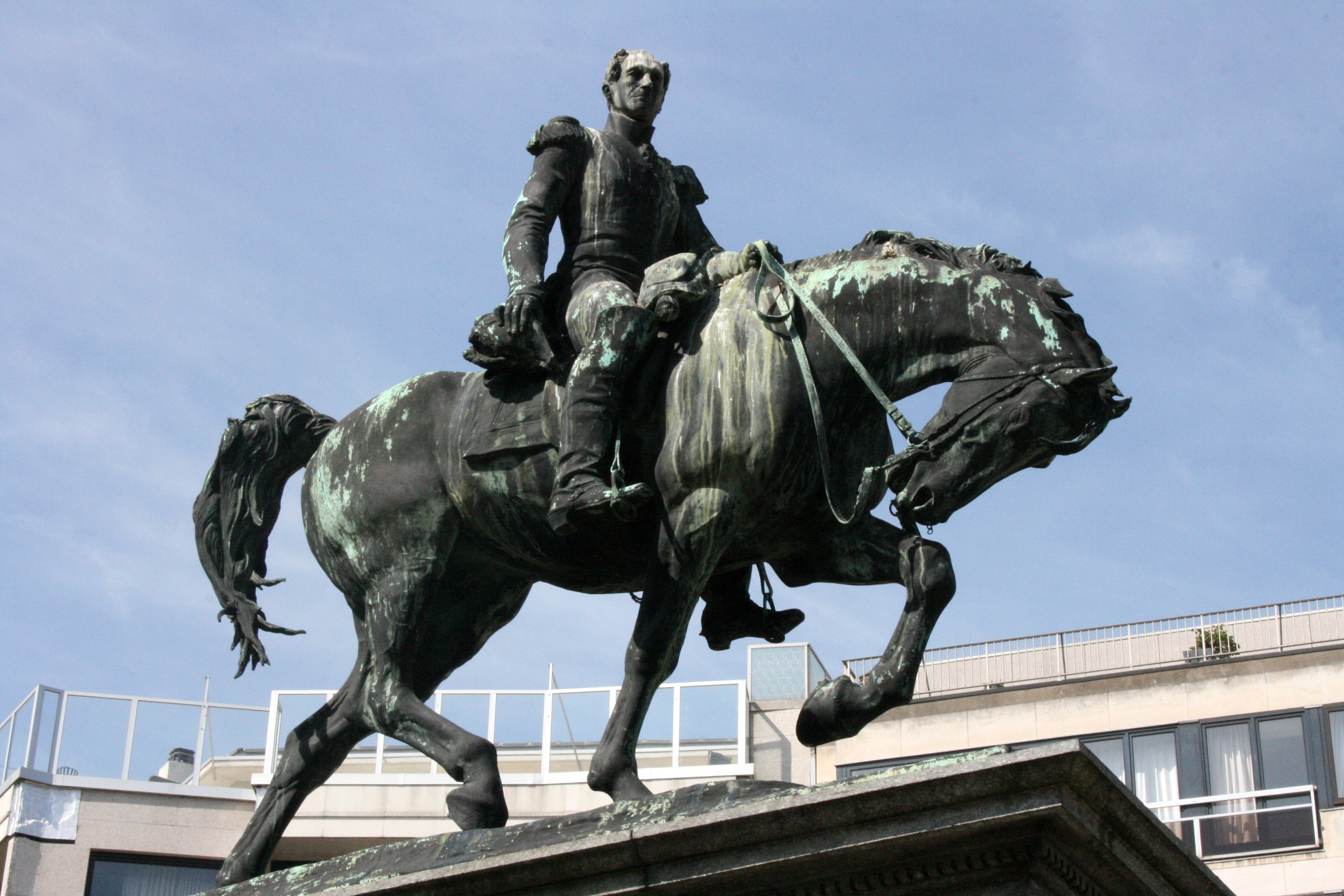
La statue équestre.
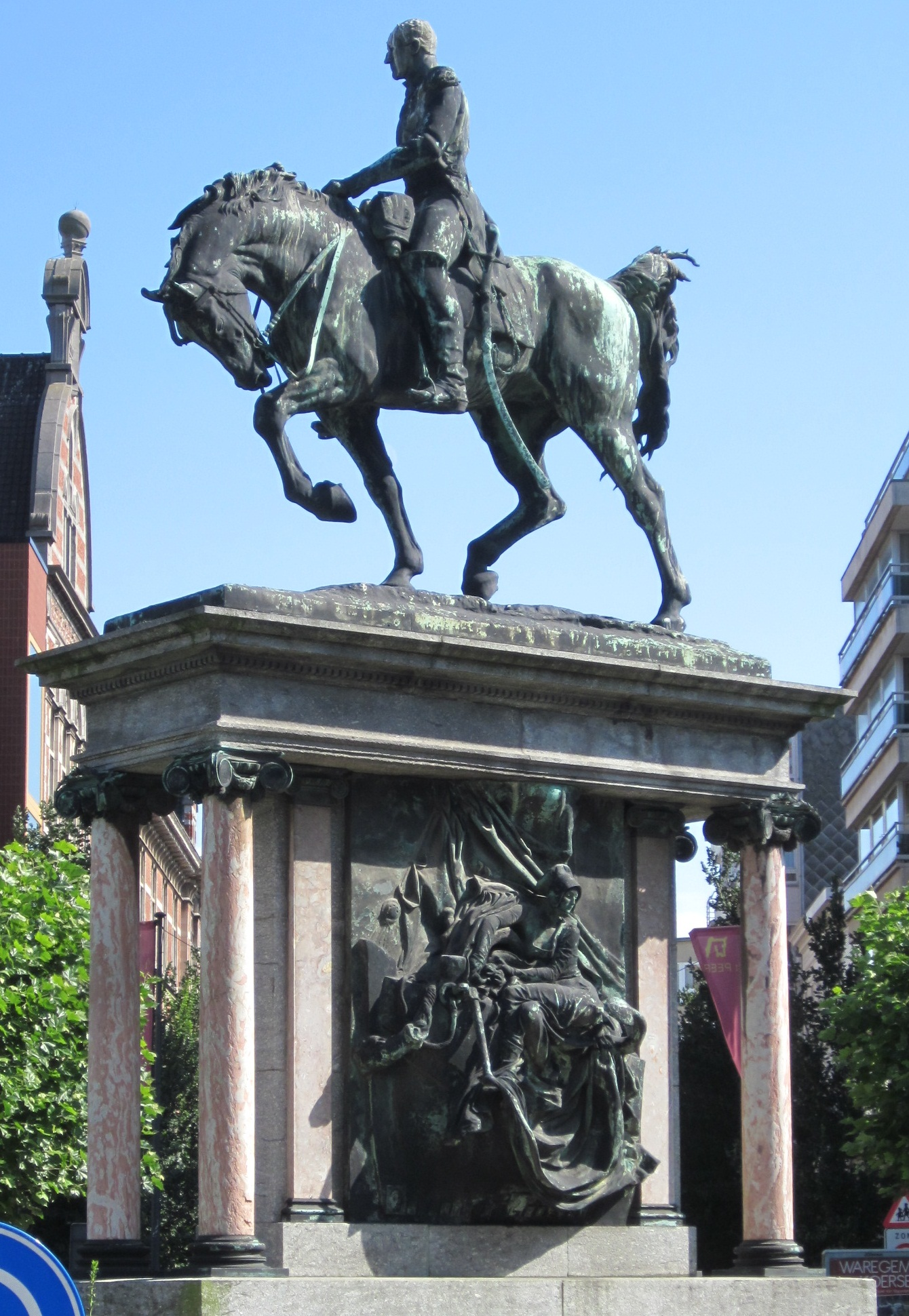
Le piédestal sur lequel se tient la statue.
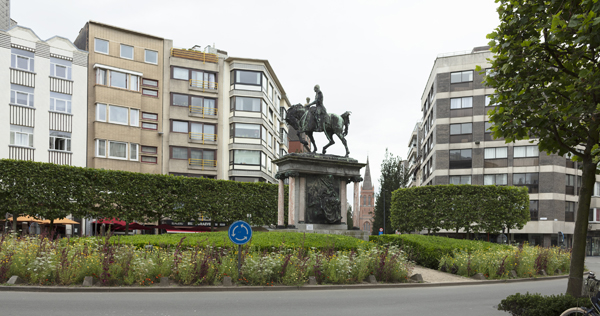
Le monument sur la Leopoldplein.